# Нова-Канделария
Нова-Канделария (порт. Nova Candelária)  —  муниципалитет в Бразилии, входит в штат Риу-Гранди-ду-Сул. Составная часть мезорегиона Северо-запад штата Риу-Гранди-ду-Сул. Входит в экономико-статистический  микрорегион Трес-Пасус. Население составляет 2739 человек на 2007 год. Занимает площадь 97,832 км². Плотность населения — 27,6 чел./км².

## История
Город основан 28 декабря 1996 года. 

## Статистика
- Валовой внутренний продукт на 2003 составляет 44.133.526,00 реалов (данные: Бразильский институт географии и статистики).
- Валовой внутренний продукт на душу населения на 2003 составляет 15.858,26 реалов (данные: Бразильский институт географии и статистики).
- Индекс развития человеческого потенциала на 2000 составляет 0,808 (данные: Программа развития ООН).

## География
Климат местности: субтропический гумидный. В соответствии с классификацией Кёппена, климат относится к категории Cfa.